# Idaea lambessata
Idaea lambessata är en fjärilsart som beskrevs av Charles Oberthür 1887. Idaea lambessata ingår i släktet Idaea och familjen mätare. Inga underarter finns listade i Catalogue of Life.